# 劉羽翔
劉羽翔（1416年—？），字雲程，山東兖州府單縣人，民籍。明朝官员。進士出身。

## 生平
正统九年，山東鄉試第五名中举。正統十年（1445年）乙丑科會試第一百九十四名，殿試登進士第三甲第七十二名。景泰元年（1450年）六月丙子，擢为刑部主事。
曾祖父劉泰。祖父劉政。父亲劉致中。兄劉芳。弟劉泉、劉狮。娶王氏。